# Taylor Averill
Taylor Averill (Portland, 5 marzo 1992) è un pallavolista statunitense, centrale del Milano.

## Carriera

### Club
La carriera di Taylor Averill inizia a livello giovanile col Bay to Bay; gioca parallelamente anche a livello scolastico per la squadra del suo liceo, la Branhim HS. Terminate le scuole superiori, entra a far parte della squadra della sua università, la UC Irvine, impegnata nella NCAA Division I, con la quale però non scende mai in campo, saltando la stagione, per poi giocare per quattro anni con la Hawaii, raggiungendo nel suo senior year la Final 6 e venendo anche inserito per due volte nella prima squadra degli All-American.
Nella stagione 2015-16 firma il suo primo contratto professionistico, ingaggiato in Italia dalla Padova, club impegnato in Serie A1, dove resta per due annate, per poi spostarsi alla Powervolley Milano nella stagione 2017-18, sempre nella stessa divisione. Per il campionato 2018-19 si accasa nella Ligue A francese allo Chaumont: al termine della stagione interrompe l'attività sportiva per problemi fisici. Rientra in campo per l'annata 2020-21 vestendo la maglia del Cannes, sempre nella massima divisione francese, con cui vince lo scudetto. Nell'annata seguente si accasa coi polacchi dell'AZS Olsztyn, in Polska Liga Siatkówki, dove rimane per due stagioni.
Nella stagione 2023-24 resta sempre nella massima divisione polacca, ma al Projekt Warszawa con cui conquista la Challenge Cup,mentre nella stagione seguente torna in Superlega, questa volta indossando la casacca del Milano.

### Nazionale
Dopo aver fatto parte delle selezioni giovanili statunitensi, nel 2014 riceve le prime convocazioni in nazionale maggiore, vincendo la medaglia d'argento alla Coppa panamericana. In seguito conquista la medaglia di bronzo al campionato mondiale 2018, quella d'argento alla Volleyball Nations League 2023 e l'oro al campionato nordamericano 2023 e alla Coppa del Mondo 2023.
Nel 2024 mette al collo il bronzo ai Giochi della XXXIII Olimpiade, dove viene premiato come miglior centrale.

## Palmarès

### Club
- Campionato francese: 1

2020-21
- Challenge Cup: 1

2023-24

### Nazionale (competizioni minori)
- Coppa panamericana 2014

### Premi individuali
- 2014 - All-America First Team
- 2015 - All-America First Team
- 2024 - Giochi della XXXIII Olimpiade: Miglior centrale